# 邢杲
邢 杲（けい こう、生年不詳 - 529年）は、北魏の反乱指導者。本貫は河間郡。

## 経歴
北魏に仕えて、幽州平北府主簿となった。兵を率いて鄚城に駐屯し、杜洛周や葛栄らの反乱軍と戦った。526年（孝昌2年）、広陽王元淵が葛栄に敗れると、邢杲は黄河を南に渡って青州の北海郡に移った。霊太后が河北の流民の住所に郡県を置くよう命じると、青州刺史の元世儁が新安郡を置くよう上表し、邢杲を太守とすることとなったが、その知らせは届かなかった。かえって邢杲の従子の邢子瑤を河間郡太守に任じる知らせが届いたため、邢杲はこのことを深く恥辱とし、反乱を決意した。528年（建義元年）6月、河北の流民10万戸あまりを率いて、北海郡で起兵し、漢王を自称し、天統の元号を立てた。その反乱軍は山東の人々に「𦧟楡賊」（とうゆぞく、「𦧟」は「舌」＋「沓」の字）と呼ばれた。河北の人々が楡の葉を食べるのを好むことからつけられた呼称であった。邢杲は東の光州を攻略して、海に到達すると、引き返した。同年（永安元年）10月、李叔仁の率いる北魏の討伐軍と濰水で戦い、これを撃退した。12月、北魏の行台の于暉と戦った。529年（永安2年）3月、北魏の上党王元天穆や高歓らの討伐軍と戦った。4月、元天穆と斉州の済南で戦い、敗れて降伏した。洛陽に送られて、都の市で斬られた。

## 伝記資料
- 『魏書』巻10 孝荘紀第10
- 『魏書』巻14 列伝第2
- 『北史』巻5 魏本紀第5
- 『北史』巻15 列伝第3